# Caputxines de la Mare del Diví Pastor
|  | Aquest article tracta sobre la congregació religiosa de les Germanes Capuxtines de la Divina Pastora. Vegeu-ne altres significats a «Divina Pastora (desambiguació)». |

Les Germanes Caputxines de la Mare del Diví Pastor són una congregació religiosa de germanes, institut de perfecció de dret pontifici, fundada el 1850 pel beat igualadí Josep Tous i Soler. Les seves membres, també anomenades Caputxines de la Divina Pastora o Monges de la Divina Pastora, fan servir les sigles C.M.D.P.

## Història
El beat caputxí Josep Tous i Soler, durant el seu ministeri com a sacerdot a Barcelona, va veure les necessitats d'educació intel·lectual i espiritual dels joves sense recursos, especialment les que anaven a la ciutat des del camp en busca de feina. A més, algunes de les monges clarisses caputxines exclaustrades en 1835 li havien manifestat el desig, ja que no podien prosseguir la seva vida consagrada en un monestir, de dedicar-se a fer el bé a través de l'ensenyament. Per posar remei a la situació, el pare Tous orienta aquestes monges i prepara unes constitucions basant-se en la Regla de Santa Clara i les dels clarisses caputxines de Maria Àngela Astorc, creant una congregació de terciàries caputxines dedicades a l'ensenyament de nenes i noies.
Les tres antigues monges, Elisabet Jubal, Marta Suñol i Remei Palos i Casanova, van ésser enviades a Ripoll; el 17 de març, el bisbe de Vic havia aprovat l'institut i les germanes van començar a viure en comunitat, instaurant-se el 27 de maig d'aquell any; el pare Tous continua essent el seu conseller espiritual. El 7 de juny de 1851 fan la seva professió com a congregació de les Terciàries Caputxines de l'Ensenyança, conegudes llavors com a Germanes de l'Ensenyança Gratuïta. Divuit dies després hi professava Maria Anna Mogas i Fontcoberta. La nova congregació havia estat consagrada per Tous a Crist, el Bon Pastor, i la seva mare Maria.
De les tres germanes que van iniciar la congregació, en va restar només la mare Remei, considerada cofundadora: Jubal, arran del Concordat de 1851, tornà l'octubre a la seva vocació de monja de clausura totalment contemplativa, a un Monestir de clausura absoluta. Al seu lloc, Maria Anna Mogas fou nomenada superiora el setembre de 1851. La comunitat, però, té pocs recursos per a viure: no percebien ingressos per la tasca d'educació i les aportacions voluntàries, en un any d'escassetat, van ser minses. Tenien el suport de l'ajuntament de Ripoll, però aquest interferia en les seves admissions i en l'estil d'ensenyament.
El 1852, s'alliberen de la tutela municipal. El 1857, s'exigeix que les congregacions religioses del poble que, a més de l'ensenyament, s'encarreguin de l'atenció als malalts: es demana llavors a les Terciàries que s'uneixen a alguna altra congregació que tingui hospitals, com les de dominiques o algunes carmelites, però la superiora no ho veu clar i, finalment, opta per marxar de Ripoll, tot i el parer del pare Tous de continuar-hi i acceptar l'atenció als malalts.
Va ser llavors quan Tous pren el càrrec de director general de l'institut, amb l'aprovació del bisbe de Barcelona i tria Capellades com a nova seu, que acabaria essent considerada com a casa mare de l'institut. Amb els diners heretats del seu pare, fa construir-hi el col·legi, sota la guia del rector del poble. Arran de conflictes entre la superiora i un dels capellans, envià aquesta a Sant Quirze de Besora, on fundaria una nova casa, i intervingué en la resolució dels conflictes interns de la congregació, mitjançant una carta de 1864. De mica en mica la congregació obre cases a Barcelona, i Girona; Tous té cura del creixement de l'institut i l'assistència i formació de les germanes que en formen part.
El 1865, Tous i quatre germanes viatgen a Ciempozuelos, on les germanes s'encarregaran d'un asil de noies "penedides", tenint com a superiora Maria Anna Mogas. La visió d'aquesta del carisma de la congregació és diferent i s'accentuarà amb el temps: mentre que la congregació volia mantenir l'esperit dels caputxins, Mogas desitjava acollir-se a l'obediència franciscana. Així, el 1867, Mogas i les altres tres germanes, deixen l'asil de Ciempozuelos. Després, amb Maria Anna Mogas al davant, van fundar el 1872 a Toledo una nova congregació: les Franciscanes Missioneres de la Mare del Diví Pastor.
Tous redacta llavors unes noves constitucions, intentant desvincular les germanes dels caputxins, per tal d'evitar-ne la divisió, però conservant-ne l'esperit. Serà llavors quan prenguin el nom de Germanes de la Congregació de la Divina Pastora. Són les constitucions que Esteve Guri, director general de l'institut, recull i envia el 1875 a Roma per sol·licitar-ne l'aprovació, sense obtenir-la fins molt més tard.
En morir el fundador en 1871, la congregació comptava amb cinc escoles, un hospital, un centre de reinserció de joves i un asil per a nens abandonats. La congregació va rebre el decretum laudis d'aprovació provisional, amb algunes modificacions a les constitucions, el novembre de 1888 i l'aprovació pontifícia el 1897. L'any 1905 va quedar agregada a l'orde dels caputxins.
Es va continuar difonent per Espanya: Biscaia, Badajoz, Múrcia, Palència… Fora, va establir-se a França i Itàlia (Roma) i, des de 1920, a Iberoamèrica: Nicaragua, Costa Rica, Guatemala, Cuba i Colòmbia.

## Actualitat
L'activitat de les Caputxines de la Divina Pastora se centra en l'educació i l'apostolat mitjançant l'ensenyament cristià als alumnes. També treballen en la pastoral diocesana, en catequesi, mantenen residències universitàries per a noies i acullen grups a centres d'espiritualitat.
La congregació té cases a: Catalunya (Capellades, Barcelona, Sabadell, Igualada, Premià de Mar. Pallejà i Sant Pere de Ribes), Cieza (Múrcia), Las Arenas (Biscaia, País Basc) i Madrid, i fora d'Espanya a: Nicaragua, Costa Rica, Guatemala, Colòmbia i Cuba. Té una seu al Vaticà.

## Escoles MDP
La Congregació de les Germanes Caputxines de la Mare del Diví Pastor, té escoles arreu del territori català, basc i murcià. A més a més, està expandit arreu de Llatinoamèrica. Les escoles són les següents:
- MDP Las Arenas
- MDP Assís
- MDP Bailèn
- MDP Capellades
- MDP Cieza
- MDP Igualada
- MDP Josep Tous
- MDP Sabadell